# Augoderia freyi
Augoderia freyi är en skalbaggsart som beskrevs av S. Endrödi 1967. Augoderia freyi ingår i släktet Augoderia och familjen Dynastidae. Inga underarter finns listade.